# Aratuba
Aratuba est une municipalité brésilienne de l'État du Ceará.